# Heinz Ellenberg
Heinz Ellenberg (født 1. august 1913 i Hamburg-Harburg , død 2. maj 1997 i Göttingen) var en tysk biolog, botaniker og landskabsøkolog. Han betragtes som en pioner inden for et holistisk syn på økosystemet i Tyskland.
I løbet af sin videnskabelige karriere arbejde Ellenberg med forskellige aspekter inden for vegetationsøkologi og ydede væsentlige bidrag til dennes videre udvikling. Hans forskningsresultater inden for lokalitetsstudier har stor betydning, og de bruges ofte i land- og skovbrugspraksis.
Fra omkring 1950 inddragede han forskellige lokalitetsfaktorer som vandbalance, jordbund og klima i sine undersøgelser og kunne vise, at planter og plantesamfund kan bruges som indikatorer (bioindikatorer) for de respektive lokaliteter, hvor de forekommer. Som et resultat af disse undersøgelser præsenterede Ellenberg for første gang en tabeloversigt med væsentlige indikatorværdier for mark- og græsmarksarter , som han efterfølgende udvidede til at omfatte en stor del af de karplanter, der forekommer i Centraleuropa, og som førte til offentliggørelsen af de såkaldte Ellenberg-indikatorværdier i 1974.
Ellenbergs centrale værk er "Vegetation of Central Europe with the Alps, in a causal, dynamic and historical perspective" fra 1963.
1. ↑  Navnet er anført på tysk og stammer fra Wikidata hvor navnet endnu ikke findes på dansk.